# 乔龙德
乔龙德（1946年11月—）安徽合肥人，中华人民共和国官员。

## 生平
1965年4月参加工作，历任甘肃省建二公司工段负责人、施工队副队长。1966年4月加入中国共产党。1969年5月，任甘肃省建四公司三队指导员、党支部书记。1973年12月，任甘肃省建四公司党委委员、革命委员会副主任、副经理。1975年4月，任甘肃省建材局副局长、党组成员。1980年11月，任甘肃省建材局副局长、党组成员兼甘肃武山水泥厂党委书记、工程建设总指挥。1983年7月到1986年9月，在西北师范大学中文系学习。1986年10月，任甘肃省建材局党组副书记、副局长。1991年7月到1995年3月，任甘肃省建材局党组书记、局长。其间，1992年7月到1994年7月，在中央党校函授学院经济管理专业学习，本科毕业。1995年3月到2000年6月，任国家建材局副局长、党组成员。其间，1999年7月到2001年7月，在武汉理工大学建筑与土木工程专业学习，获得硕士学位。
2000年6月到2010年7月，任国有重点大型企业监事会主席（副部长级）。其间，2001年9月到2004年6月，在武汉理工大学工程与管理科学专业学习，获得工程与管理科学博士学位。
2010年7月起，为国务院国有资产监督管理委员会副部长级干部。2010年8月到2011年4月，作为中国建筑材料联合会第四届理事会会长人选参加了相关工作。2011年4月起，任中国建筑材料联合会第四届理事会会长。2012年10月31日起，任中国水泥协会会长。